# Mulamba
Mulamba foi uma banda brasileira de rock e MPB formada em 2015 na cidade de Curitiba. O grupo é formado apenas por mulheres (incluindo a equipe de produção e roadies) e faz música focada em temáticas como violência contra a mulher, empoderamento feminino, combate ao machismo e igualdade de gênero.

## História

### Formação e nome (2015-2018)
O grupo foi formado em dezembro de 2015 (mais precisamente no dia 10) na cidade de Curitiba, por mulheres de várias partes do Brasil, com o intuito de fazer um tributo à cantora e violonista Cássia Eller. A vocalista Cacau de Sá é de Pelotas e a guitarrista, baixista e violonista Naíra Debértolis vem de Porto Alegre (ambas localizadas no Rio Grande do Sul).
As integrantes escolheram o nome "Mulamba" para ressignificar a palavra, despindo-a de seu sentido pejorativo e demonstrando força e protagonismo. Segundo o dicionário, "mulamba" quer dizer "uma pessoa desleixada, feia, desarrumada, mal cheirosa que sai de casa toda esculhambada".
Duas das integrantes, Naíra e a vocalista Amanda Pacífico, já tocavam juntas na Orquestra Friorenta, e a elas se juntaram Cacau, a violoncelista Fer Koppe e a baterista Caro Pisco, que também tocavam juntas nos grupos Farrapos e Watch Out for the Hounds.

### Mulamba(2018-2020)
O sexteto se tornou autoral após conseguir, por votação popular, um lugar no Vento Festival, em São Sebastião, litoral do estado de São Paulo, e também a gravação de um disco, autointitulado, produzido num estúdio da Red Bull. Além do disco, o clipe da canção "P.U.T.A." ajudou a impulsionar a popularidade delas.
Planejavam um EP para o primeiro semestre de 2017, com produção de Du Gomide, mas em 2018, ele ainda não havia sido lançado. Em 2 de novembro do mesmo ano, veio o disco mencionado acima, com participações de Juliana Strassacapa, do Francisco, el Hombre, e Lio Soares, do Tuyo.
No mesmo ano, ainda em outubro, participaram da campanha "Escuta as Minas", organizada pelo Spotify para dar mais visibilidade a mulheres da música brasileira. A iniciativa reuniu Elza Soares, Karol Conka, Maiara & Maraisa, Tiê, Mart'nália, Lan Lan, As Bahias e a Cozinha Mineira e a própria Mulamba numa homenagem a Chiquinha Gonzaga, Maysa e Cássia Eller.
Em abril de 2019, planejavam um segundo álbum. Na mesma época, anunciaram uma canção de nome "Dandara", sobre violência contra travestis e homossexuais. Em agosto do mesmo ano, abriram um show da cantora Pitty em Curitiba, dentro de sua turnê Tour Matriz. Em outubro, participaram de um show em Florianópolis em comemoração ao aniversário do ex-presidente do Brasil Luiz Inácio Lula da Silva, na época preso.
Durante o período de quarentena imposto pela pandemia de COVID-19, Caro e Naíra ficaram na casa de uma amiga em Curitiba. Caro estudou softwares musicais e Naíra compôs novas canções com a vocalista Cacau de Sá pelo WhatsApp.

### Será Só aos Arese fim das atividades (2022-2023)
Em 2022, o grupo lançou seu segundo disco, Será Só aos Ares (cujo título é um palíndromo), com participações de Luedji Luna, BNegão, Kaê Guajajara, MEL (ex-Banda Uó), Caramelows e Agnes.
Em maio de 2023, a banda comunicou por meio de suas redes sociais que encerraria suas atividades, dizendo que "chegou a hora de pisar no freio, voltar pra casa ou sair dela, hora de descansar o coração ou acelerar mais ainda....Que seja um novo despertar". O grupo realizou três shows de despedida em São Paulo no mês seguinte.

## Estilo musical, temática das letras e influências
Jornalistas têm visto elementos de heavy metal, hard rock, MPB, funk carioca, música erudita, guitarrada, cúmbia, samba, gospel, rap, funk e batuque na música da Mulamba. As integrantes dizem carregar influências como carimbó, samba, rock clássico, blues, rap e música erudita.
A música da Mulamba é focada em temáticas como violência contra a mulher, empoderamento feminino, combate ao machismo e igualdade de gênero. Também abordam temas como relacionamentos afetivos entre mulheres e casos específicos como o rompimento de barragem em Mariana e o episódio de violência policial na Vila Vintém.
A violoncelista Fer Koppe é adepta do movimento Free the Nipple.
Além da própria Cássia Eller, as integrantes citam Rita Lee, Astor Piazzolla, Tuyo, Gal Costa, Marisa Monte, Elza Soares, Bibi Ferreira, Édith Piaf, Nina Simone, Oshun, Elisa Lucinda, Elis Regina, Fernanda Montenegro, Clementina de Jesus, Zezé Motta, Carolina de Jesus, Aretha Franklin, Chavela Vargas, Juçara Marçal, Dona Ivone Lara, Carmen Miranda, Clara Nunes, Big Mama Thornton, Horrorosas Desprezíveis, Jovelina Pérola Negra, Agnes Ignácio, Janine Mathias, Bia Ferreira, Thalma de Freitas, Jéssica Caetano, Pitty, Rosa Luz e Francisco, el Hombre como algumas de suas influências e inspirações.

## Integrantes

### Última formação
Fontes:
- Amanda Pacífico — vocal (2015 - 2023)
- Cacau de Sá — vocal (2015 - 2023)
- Érica Silva — guitarra, baixo, violão (2018[38] - 2023)
- Naíra Debertolis — guitarra, baixo, violão (2015 - 2023)
- Caro Pisco — bateria (2015 - 2023)
- Fer Koppe — violoncelo (2015 - atualmente)

### Integrante anterior
- Nat Fragoso — guitarra (2015 - ?)

## Discografia

### Álbuns
- Mulamba (2018)
- Será Só aos Ares (2023)

### Singles
- "P.U.T.A."(2016)
- "Desses Nadas" (2018)